# (107) Camila
(107) Camila es un asteroide perteneciente al cinturón exterior de asteroides descubierto el 17 de noviembre de 1868 por Norman Robert Pogson desde el observatorio de Madrás, la India. Está nombrado por Camila, una personaje de la mitología romana.

## Características orbitales
Camila orbita a una distancia media del Sol de 3,487 ua, pudiendo alejarse hasta 3,72 ua y acercarse hasta 3,255 ua. Tiene una inclinación orbital de 10° y una excentricidad de 0,06664. Emplea en completar una órbita alrededor del Sol 2379 días.

## Satélite
El 1 de marzo de 2001, en imágenes tomadas con el Hubble, se descubrió que Camila tiene un satélite que ha recibido la denominación provisional de S/2001 (107) 1.